# Moez Fhima
Moez Fhima, né le 2 avril 1981 à M'saken, est un boxeur tunisien.

## Carrière
À l'âge de douze ans, après avoir assisté à un combat professionnel au Palais des sports d'El Menzah, il décide de devenir boxeur professionnel à son tour. En 2004, il s'installe en France.
Il est le gant d’or tunisien et devient, en 2016, champion d'Afrique en boxe anglaise dans la catégorie des poids moyens. L'année précédente, il avait affronté par deux fois Karim Achour pour le titre de champion de France (match nul) et celui de l'Union européenne (défaite par abandon au 10e round).
Le 8 avril 2017, il bat aux points Aliklych Kanbolatov et s'empare du titre vacant de champion de l'Universal Boxing Organization (UBO) en poids moyens.